# Ухлясть (река)
У́хлясть (Вухлясць, бел. Ухлясць) — река в Быховском районе Могилёвской области Беларуси, левый приток Днепра. В правобережье нижнего течения реки располагается одноимённый посёлок.
Длина реки 48 км. Площадь водосбора 478 км². Среднегодовой расход в устье около 2,6 м³/с. Средний наклон водной поверхности 0,5 ‰. Основные притоки — реки Хачинка (слева) и Воронинка (справа).